# CUS Pisa Volley
La CUS Pisa Volley è la sezione di pallavolo del Centro Universitario Sportivo di Pisa.

## Storia della società
Sorta all'interno del Centro Universitario Sportivo dell'Università degli Studi di Pisa, il club esordì in Serie A nei primi anni settanta: nel 1971 la Polisportiva Emilio Zoli di Pontedera, squadra dal fiorente vivaio (vinse uno scudetto Juniores nel 1969) che militava in Serie B, travolta da una crisi economica, fu assorbita dal CUS. Nel 1972 la squadra ottenne così la promozione in massima categoria.
Nell'anno dell'esordio, 1972-73, la squadra gialloblu vinse il Campionato Juniores. Per otto stagioni, inframezzate da una retrocessione, la squadra universitaria militò in Serie A, ottenendo il miglior piazzamento nel 1974-75 (quarto posto). Nel 1980-81 retrocesse in A2, categoria nella quale militò per tre stagioni prima di cadere in B nel 1983-84.

### Anni 2000
Nella stagione 2006/2007 ottiene una meritata promozione dopo aver vinto il campionato di Serie C Toscana. Seguono 2 stagioni interlocutorie nel campionato nazionale di B2: la prima termina con una retrocessione sul campo, il quartultimo posto di fine stagione permette però il ripescaggio; la seconda, cominciata con l'acquisizione dello sponsor Teseco e gli acquisti del centrale Dario Castelli e dell'attaccante Luca Dossena, si conclude con una sofferta salvezza e l'addio del palleggiatore Ceccherini e dell'opposto Cervelli.
La stagione 2009-2010 si inaugura con gli acquisti dell'esperto play Andrea Masini, lo schiacciatore labronico Massimiliano Piccinetti e il prestito dal Migliarino Volley dello schiacciatore Lorenzo Lusci: l'annata si rivela positiva e la squadra riesce a concludere il campionato con un quinto posto frutto di 13 vittorie e altrettante sconfitte.

### Anni 2010
A seguito di un altro quinto posto nel 2010-2011, con la partenza di Masini per la Serie A2 con i Volley Lupi Santa Croce, in quell'estate la società si muove sul mercato e perfeziona importanti acquisti: dall'Arno Vitalchimica Castelfranco arriva il forte e navigato opposto Matteo Sabatini, dall'Invicta Grosseto neopromossa in B1 il libero Daniele Ferraro e dalla Folgore San Miniato il giovanissimo alzatore Alessio Signorini che insieme ai senatori Castelli e Piccinetti, i giovani Da Prato, Lumini e Croatti, vanno a completare un roster sulla carta assai competitivo.
Il campionato 2011-2012 inizia con una sconfitta a Castelfranco di Sotto, ma successivamente una striscia di 23 successi consecutivi permette al Cus di vincere il campionato con 4 giornate di anticipo.
Nel campionato 2012-2013 ottiene la salvezza posizionandosi decimo in classifica del girone B.
Nel campionato 2019-2010 milita in Serie C Toscana Girone B sotto la guida dell'allenatore Rudy Baldacci.